# Tezuka Osamu
Tezuka Osamu (手塚 治虫 (Thủ-Trủng Trị-Trùng) , khi khai sinh viết là 手塚 治 ("Thủ-Trủng Trị", âm Nhật giữ nguyên), 3 tháng 11 năm 1928 – 9 tháng 2 năm 1989) là một họa sĩ truyện tranh, họa sĩ diễn hoạt, nhà sản xuất phim, bác sĩ y khoa và nhà hoạt động xã hội người Nhật. Sinh ra ở Ōsaka, với khối lượng tác phẩm đồ sộ, đa dạng, thái độ tiên phong và cách tái định nghĩa sáng tạo về thể loại đã mang lại cho ông những danh xưng như "Cha đẻ của Manga", "Bố già Manga" và "Thần Manga". Ngoài ra, ông thường được so sánh với Walt Disney, người từng là nguồn cảm hứng chính trong những năm định hình phong cách của Tezuka. Mặc dù cụm từ này ca ngợi chất lượng của các tác phẩm manga dành cho trẻ em và hoạt hình đầu tiên của ông, nó cũng làm mờ đi ảnh hưởng đáng kể của các tác phẩm gekiga thiên về văn học sau này của ông.
Tezuka bắt đầu cuộc cách mạng manga ở Nhật Bản với bộ Tân đảo giấu vàng, được xuất bản vào năm 1947. Năng suất lao động huyền thoại của ông sẽ tạo ra một số lượng bộ truyện tranh có ảnh hưởng nhất, thành công và được đón nhận nồng nhiệt nhất bao gồm truyện thiếu nhi Tetsuwan Atom, Ribon no Kishi và Jungle Taitei, và các loạt truyện dành cho người lớn như Black Jack, Chim lửa và Đức Phật, tất cả đều giành được một số giải thưởng.
Tezuka qua đời vì bệnh ung thư dạ dày vào năm 1989. Cái chết của ông đã ảnh hưởng lớn đến công chúng Nhật Bản và những hoạ sĩ trong ngành công nghiệp khác. Một bảo tàng đã được xây dựng ở Takarazuka dành riêng cho ông, Tezuka đã được truy tặng nhiều giải thưởng sau khi qua đời. Một số phim hoạt hình đang được sản xuất vào thời điểm ông qua đời cùng với các chương cuối cùng của Chim lửa, không bao giờ được ra mắt.

## Tiểu sử

### Thiếu thời (1928–1945)
Tezuka là con cả trong một gia đình có ba đứa con ở thành phố Toyonaka, tỉnh Ōsaka. Gia tộc Tezuka giàu có và có sự đầu tư giáo dục tốt; cha của ông, Yutaka làm công việc quản lý tại Công ty Sumitomo Metals, ông nội Taro là luật sư, cụ nội Ryoan và kị nội Ryosen là bác sĩ. Gia tộc phía mẹ ông có lịch sử phụng vụ lâu đời trong quân ngũ.
Sau này khi lớn lên, Tezuka đã ghi công cho mẹ của mình vì đã truyền cảm hứng cho sự tự tin và sáng tạo qua những câu chuyện của bà. Bà thường xuyên đưa ông đến Nhà hát lớn Takarazuka, nơi thường tổ chức công diễn của Đoàn kịch Takarazuka, một đoàn kịch toàn nữ. Các vở nhạc kịch lãng mạn của họ hướng đến khán giả nữ, có ảnh hưởng lớn đến các tác phẩm sau này của Tezuka, bao gồm cả các thiết kế trang phục của ông. Không chỉ vậy, đôi mắt to long lanh của người biểu diễn cũng có ảnh hưởng đến phong cách nghệ thuật của Tezuka. Ông đã nói rằng bản thân có một "tinh thần hoài cổ" sâu sắc đối với Takarazuka.
Khi Tezuka còn nhỏ, cha đã cho ông xem các bộ phim của Disney và Tezuka trở thành một người yêu thích phim Disney, xem các bộ phim này nhiều lần liên tiếp, nổi tiếng nhất là xem Bambi hơn 80 lần. Tezuka bắt đầu vẽ truyện tranh vào khoảng năm thứ hai tiểu học, phần lớn lấy cảm hứng từ hoạt hình Disney; ông vẽ nhiều đến mức mẹ ông phải tẩy hết các trang trong vở để theo kịp năng suất của ông. Tezuka cũng được truyền cảm hứng từ các tác phẩm của Tagawa Suihō và Unno Juza.
Vào khoảng năm lớp 5, ông đã tìm thấy một con bọ cánh cứng, được gọi là "Osamushi" trong tiếng Nhật. Nó giống với tên của chính ông đến nỗi Tezuka đã lấy "Osamushi" làm bút danh của mình. Tezuka tiếp tục phát triển các kỹ năng vẽ manga trong suốt quá trình học ở trường. Trong thời kỳ này, ông đã tạo ra những tác phẩm nghiệp dư lão luyện đầu tiên của mình.
Trong thời gian học trung học năm 1944, Tezuka được chuyển sang làm việc cho một nhà máy, hỗ trợ nỗ lực chiến tranh của Nhật Bản trong Chiến tranh thế giới thứ hai; đồng thời tiếp tục vẽ manga. Năm 1945, Tezuka được nhận vào Đại học Osaka và bắt đầu theo học ngành y. Trong thời gian này, ông cũng bắt đầu xuất bản những tác phẩm chuyên nghiệp đầu tiên của mình.

### Thành công ban đầu (1946–1952)

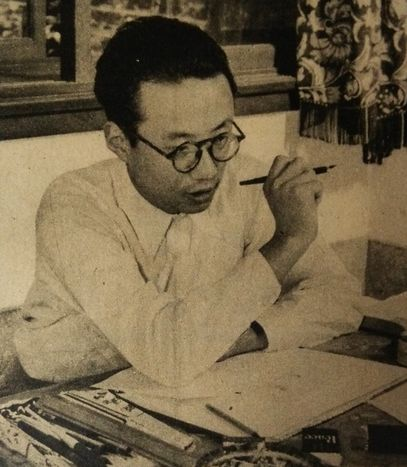
Tezuka trong thập niên 1950

Tezuka nhận ra rằng ông có thể sử dụng manga như một phương tiện giúp thuyết phục mọi người quan tâm đến thế giới. Sau Thế chiến II, ở tuổi 17, anh xuất bản tác phẩm chuyên nghiệp đầu tiên, Nhật ký Ma-chan, được đăng nhiều kỳ trên tờ báo dành cho trẻ em tiểu học Shokokumin Shinbun vào đầu năm 1946.
Tezuka bắt đầu các cuộc thảo luận với đồng nghiệp là nhà sáng tạo manga Sakai Shichima, người đã giới thiệu cho Tezuka một câu chuyện dựa trên cuốn tiểu thuyết phiêu lưu kinh điển của Robert Louis Stevenson, Đảo giấu vàng. Sakai đã hứa cho Tezuka một vị trí cho công việc xuất bản từ Ikuei Shuppan nếu ông nhận lời thực hiện manga này. Tezuka sau đó đã hoàn thành manga, chỉ dựa sơ lược trên nguyên tác. Shin Takarajima (Tân đảo giấu vàng) đã được xuất bản và trở thành một thành công bất ngờ, khởi đầu cho thời kỳ hoàng kim của manga, một cơn sốt sánh ngang với Thời đại Vàng của truyện tranh Mỹ cùng thời.
Với thành công của Tân đảo giấu vàng, Tezuka đã đến Tokyo để tìm kiếm nhà xuất bản cho nhiều tác phẩm của mình. Kobunsha từ chối Tezuka, nhưng Shinseikaku đã đồng ý xuất bản The Strange Voyage of Dr. Tiger (Chuyến đi kỳ lạ của Tiến sĩ Tiger) và Domei Shuppansha đồng ý xuất bản The Mysterious Dr. Koronko (Tiến sĩ bí ẩn Koronko).
Khi còn học tại trường y, Tezuka đã xuất bản những kiệt tác đầu tiên của mình: bộ ba sử thi khoa học viễn tưởng mang tên Lost World (1948), Metropolis (1949), và Nextworld (1951). Những tác phẩm này có các yếu tố sơ khai của phong cách steampunk.
Ngay sau đó, Tezuka đã xuất bản thành công lớn đầu tiên của mình, Jungle Taitei, được đăng nhiều kỳ trên Manga Shonen  từ năm 1950 đến năm 1954.
Năm 1951, Tezuka tốt nghiệp Trường Y khoa Osaka và xuất bản Đại sứ Atom, đây là lần xuất hiện đầu tiên của nhân vật Tetsuwan Atom. Cùng năm đó, Tezuka gia nhập một nhóm được gọi là Hiệp hội truyện tranh trẻ em Tokyo, bao gồm các họa sĩ manga khác như Noboru Baba, Jiro Ota, Hideo Furusawa, Fukui Eiichi, Shigeru Irie, và Komichi Negishi.

### Tetsuwan Atom, danh tiếng quốc tế và bước đầu sản xuất hoạt hình (1952–1960)
Cho tới năm 1952, Đại sứ Atom chỉ đạt được thành công nhỏ ở Nhật Bản; tuy nhiên, một nhân vật đặc biệt đã trở nên cực kỳ nổi tiếng với các cậu bé: một người máy hình người tên là Atom. Tezuka đã nhận được một số lá thư từ nhiều cậu bé. Kỳ vọng thành công với một loạt phim dựa trên Atom, nhà sản xuất của Tezuka đề nghị rằng anh ấy nên được trao cho những cảm xúc của con người. Một ngày nọ, khi đang làm việc tại bệnh viện, Tezuka bị một tên lính G.I. người Mỹ bực bội đấm vào mặt. Sự chạm trán này đã cho Tezuka ý tưởng đưa chủ đề về sự tương tác của Atom với người ngoài hành tinh. Vào ngày 4 tháng 2 năm 1952, Tetsuwan Atom bắt đầu đăng trên tạp chí Weekly Shonen Magazine. Nhân vật Atom và những cuộc phiêu lưu của cậu bé đã trở thành một hiện tượng ngay lập tức ở Nhật Bản.
Do thành công của Tetsuwan Atom, vào năm 1953, Tezuka đã xuất bản shōjo manga Ribon no Kishi, đăng dài kì trên tạp chí Shojo Club từ năm 1953 đến năm 1956.
Năm 1954, Tezuka lần đầu tiên xuất bản tác phẩm mà ông coi là tác phẩm để đời của mình, Chim lửa, xuất hiện lần đầu trong Mushi Production Commercial Firm.
Năm 1958, Tezuka được hỏi bởi Toei Animation rằng liệu bộ truyện tranh Chú khỉ Son-Goku có thể chuyển thể thành hoạt hình hay không. Có thông tin rộng rãi rằng Tezuka đã làm đạo diễn cho bộ phim, mặc dù chính Tezuka đã phủ nhận việc thực hiện. Ông chỉ tham gia vào việc quảng bá bộ phim, điều này sau đó đã khơi dậy sự quan tâm của ông đến ngành hoạt hình. Bộ phim được phát hành với tên gọi Tây du kí (tên tiếng Anh là Alakazam the Great) vào năm 1960.

### Sự nghiệp sản xuất phim (1961–1989)
Năm 1961, Tezuka gia nhập ngành hoạt hình tại Nhật Bản bằng cách thành lập công ty sản xuất Mushi Productions, với tư cách là đối thủ của Toei Animation. Ban đầu, ông bắt đầu đổi mới ngành công nghiệp này với việc phát sóng phiên bản hoạt hình của Tetsuwan Atom vào năm 1963; loạt phim này sẽ tạo ra mô hình thành công đầu tiên cho sản xuất phim hoạt hình ở Nhật Bản và cũng sẽ là phim hoạt hình Nhật Bản đầu tiên được lồng tiếng Anh cho khán giả Mỹ. Các loạt phim khác sau đó được chuyển thể sang hoạt hình, bao gồm Vua rừng xanh (Jungle Emperor), loạt phim hoạt hình Nhật Bản đầu tiên được sản xuất có màu. Tezuka từ chức quyền giám đốc vào năm 1968 để thành lập một xưởng hoạt hình mới, Tezuka Productions, và tiếp tục thử nghiệm hoạt hình cho tới cuối đời. Năm 1973, Mushi Productions phá sản; hậu quả này sẽ tạo ra một số xưởng sản xuất phim hoạt hình có ảnh hưởng, bao gồm cả Sunrise.

### Các tiểu thuyết hình ảnhGekiga(1967–1989)
Năm 1967, để phản hồi cho tạp chí Garo và phong trào gekiga, Tezuka tạo ra tạp chí COM. Bằng cách đó, ông đã thay đổi hoàn toàn nghệ thuật của mình từ một phong cách tếu táo kiểu phim hoạt hình, chịu ảnh hưởng từ Disney sang một phong cách vẽ chân thực hơn; vào thời điểm này, các chủ đề trong sách của ông tập trung vào đối tượng người lớn. Một yếu tố chung trong tất cả những cuốn sách và truyện ngắn này là bản chất rất đen tối và vô đạo đức của các nhân vật chính. Các câu chuyện cũng chứa đầy bạo lực, cảnh khiêu dâm và tội phạm.
Sự thay đổi manga của ông từ hướng đến trẻ em sang thể loại gekiga manga 'văn học' hơn bắt đầu với manga về yōkai (yêu quái) là Dororo vào năm 1967. Manga về yōkai này bị ảnh hưởng bởi sự thành công của GeGeGe no Kitarō của Mizuki Shigeru và là một cách phản ứng với nó. Đồng thời, ông cũng tạo ra những ma cà rồng, giống như Dororo, cũng giới thiệu một cốt truyện mạnh mẽ hơn, mạch lạc hơn và sự thay đổi trong phong cách vẽ. Sau hai lần này, ông bắt đầu nỗ lực tiếp cận gekiga thực sự đầu tiên của mình với Nuốt chửng địa cầu. Không hài lòng với kết quả, ngay sau đó ông đã sản xuất I.L.. Tác phẩm Chim lửa của ông được bắt đầu sáng tác năm 1967.
Bên cạnh các loạt truyện nổi tiếng Chim lửa, Black Jack và Đức Phật, được vẽ theo phong cách này, ông cũng tạo ra rất nhiều loạt truyện one-shot hoặc loạt truyện ngắn hơn, chẳng hạn như Ayako, Bài tán ca cho Kirihito, Alabaster, Khúc ca Apollo, Barbara, MW, Nhân gian côn trùng ký, và một số lượng lớn truyện ngắn sau này được xuất bản chung trong các cuốn sách như Under the Air, Clockwork Apple, The Crater, Melody of Iron and Other Short Stories, và Record of the Glass Castle.
Tezuka trở nên nhẹ nhàng hơn một chút trong giọng điệu kể chuyện vào những năm 1980 với các tác phẩm tiếp theo của ông như Message to Adolf, Nửa đêm, Ludwig B (chưa hoàn thành), và Neo Faust.

### Qua đời
Tezuka qua đời vì bệnh ung thư dạ dày vào ngày 9 tháng 2 năm 1989 tại Tokyo. Những lời cuối cùng của ông là: "Tôi cầu xin cô, hãy để tôi làm việc!", ông nói với một y tá cố gắng lấy đi thiết bị vẽ của ông.
Mặc dù Tezuka là người theo thuyết bất khả tri, ông được chôn cất tại một nghĩa trang Phật giáo ở Tokyo.

## Phong cách
Tezuka được biết đến với những câu chuyện giàu trí tưởng tượng và các tác phẩm chuyển thể văn học phương Tây cách điệu của Nhật Bản. Bố cục trang theo phong cách "điện ảnh" của Tezuka bị ảnh hưởng bởi tiểu thuyết đồ họa đầu tiên của Milt Gross, He Done Her Wrong. Ông đọc cuốn sách này khi còn nhỏ, và phong cách của nó đặc trưng cho nhiều họa sĩ manga đã theo bước chân của Tezuka. Tác phẩm của ông, giống như những tác giả manga khác, đôi khi thô bạo và bạo lực.
Ông đã phát minh ra phong cách "mắt to" đặc trưng của hoạt hình Nhật Bản, lấy cảm hứng từ phim hoạt hình phương Tây và các bộ phim hoạt hình thời bấy giờ như Betty Boop, Chuột Mickey, và các bộ phim khác của Disney.

## Tác phẩm
Sự nghiệp sáng tác hoàn chỉnh của Tezuka bao gồm hơn 700 tập truyện, với hơn 150.000 trang. Các tác phẩm của Tezuka bao gồm Tetsuwan Atom, Black Jack, Ribon no Kishi, Chim lửa (Hi no Tori ở Nhật), Jungle Taitei, Unico, Thư gửi Adolf, The Amazing 3, Đức Phật, và Dororo. "Tác phẩm để đời" của ông là Chim lửa—một câu chuyện về sự sống và cái chết mà ông bắt đầu vào những năm 1950 và tiếp tục cho đến khi qua đời.
Ngoài ra, Tezuka còn đứng đầu xưởng sản xuất phim hoạt hình Mushi Production ("Mushi" nghĩa là "bọ"), công ty đi tiên phong trong lĩnh vực phim hoạt hình truyền hình ở Nhật Bản.

### Danh sách tác phẩm (manga)
Danh sách đầy đủ các tác phẩm của ông có thể được tìm thấy trên trang web của Bảo tàng Truyện tranh Tezuka Osamu.
- Tetsuwan Atom, 1952–68. Phần tiếp theo của Captain ATOM (1951), với Atom được đổi tên thành Astro Boy ở Mỹ[35] như nhân vật chính. Theo thời gian, Tetsuwan Atom sẽ trở thành tác phẩm nổi tiếng nhất của Tezuka. Anh ấy đã tạo ra cậu bé người máy chạy bằng năng lượng hạt nhân nhưng yêu chuộng hòa bình ban đầu sau khi bị một tên lính G.I. say rượu đấm vào mặt.[35]  Năm 1963, Tetsuwan Atom ra mắt với tư cách là chương trình hoạt hình sản xuất trong nước đầu tiên trên truyền hình Nhật Bản. Chương trình 30 phút hàng tuần (với 193 tập được sản xuất) đã dẫn đến cơn sốt anime đầu tiên ở Nhật Bản.[36] Ở Mỹ, loạt chương trình truyền hình (bao gồm 104 tập được mua bản quyền từ Nhật Bản) cũng rất ăn khách,[37][38] trở thành phim hoạt hình Nhật Bản đầu tiên được chiếu trên truyền hình Mỹ, mặc dù các nhà sản xuất Hoa Kỳ đã hạ thấp và giấu diếm nguồn gốc Nhật Bản của chương trình.[39][40] Một số loạt phim Tetsuwan Atom khác đã được thực hiện kể từ đó, cũng như một bộ phim hoạt hình CGI Astro Boy ra mắt năm 2009.
- Jungle Taitei, 1950–54. Kể về Sư tử trắng Kimba. Loạt truyện shōnen manga do Tezuka sáng tác đã được đăng nhiều kỳ trên tạp chí Manga Shōnen. Một bộ phim hoạt hình anime dựa trên manga đã được tạo ra, phát sóng ở Nhật Bản từ năm 1965 và ở Bắc Mỹ từ năm 1966. Đây là loạt phim truyền hình hoạt hình màu đầu tiên được tạo ra ở Nhật Bản.[41] Bộ phim Vua sư tử của Disney được cho là lấy cảm hứng từ Jungle Taitei.[42][43][44][45][46][47][48]
- Ribon no Kishi, 1953–68. Một trong những tác phẩm nổi tiếng nhất của Tezuka và được nhiều người coi là kinh điển, Ribon no Kishi đã có ảnh hưởng rất lớn trong ngành công nghiệp manga và anime. Các nhà phê bình diễn giải một cách mơ hồ về thể hiện giới tính; một số cho rằng nó có những lý tưởng ủng hộ nữ quyền và những người khác cho rằng nó thể hiện những lý tưởng kỳ thị nữ giới của xã hội Nhật Bản những năm 1950-60. Tuy nhiên, nó sẽ bắt đầu một truyền thống về các nữ anh hùng bán nam bán nữ và thiết lập một số xu hướng trong thể loại shōjo. Trên thực tế, nó được coi là một trong những tác phẩm đầu tiên thuộc thể loại này tập trung vào câu chuyện và miêu tả một nữ siêu anh hùng.
- Chim lửa, 1956–89. Tác phẩm sâu sắc và đầy tham vọng nhất của Tezuka, đề cập đến hành trình tìm kiếm sự bất tử của con người, từ quá khứ xa xôi đến xa trong tương lai. Nhân vật trung tâm là Chim lửa, biểu hiện vật lý của vũ trụ, mang trong mình sức mạnh bất tử; hoặc do Chim lửa ban cho, hoặc lấy được từ Chim lửa bằng cách uống một lượng nhỏ máu của nó. Các nhân vật khác xuất hiện và tái xuất hiện trong suốt bộ truyện; thường là do luân hồi của họ. Tác phẩm vẫn chưa hoàn thành vào thời điểm Tezuka qua đời năm 1989. Chim lửa đã được dựng phim nhiều lần, đáng chú ý nhất là Hi no Tori 2772 (1980). Yumemakura Baku chịu ảnh hưởng bởi Chim lửa; Yumemakura sẽ tiếp tục viết kịch bản cho Boku no Son Goku.
- Dororo, 1967–68, là một bộ truyện tranh kể về một cậu bé tên là Hyakkimaru, người đã bị 48 con quỷ khác nhau cướp đi 48 bộ phận cơ thể của mình. Để lấy lại những phần bị đánh cắp, cậu phải diệt trừ con quỷ đã đánh cắp nó. Hyakkimaru gặp một tên trộm trẻ con, Dororo, và họ cùng nhau đi du lịch trong khi liên tục bị tấn công bởi những hồn ma và quái vật. Năm 1969, bộ truyện tranh được chuyển thể thành anime gồm 26 tập. Vào năm 2019, gần 50 năm sau, bộ truyện tranh được chuyển thể lại thành một bộ anime khác với 24 tập.[49]
- Đức Phật, 1972–83, là cách diễn giải độc đáo của Tezuka về cuộc đời của Thích Ca Mâu Ni, người sáng lập ra Phật giáo. Loạt truyện được giới phê bình đánh giá cao thường được coi là một bức chân dung khắc nghiệt về cuộc đời của Đức Phật. Bộ truyện bắt đầu vào tháng 9 năm 1972 và kết thúc vào tháng 12 năm 1983, là một trong những tác phẩm manga sử thi cuối cùng của Tezuka. Gần ba thập kỷ sau khi manga được hoàn thành, hai bộ phim anime chuyển thể đã được phát hành vào năm 2011 và 2014.
- Black Jack, 1973–83. Câu chuyện về Black Jack, một bác sĩ phẫu thuật tài năng hoạt động bất hợp pháp, sử dụng các kỹ thuật cấp tiến và siêu nhiên để chống lại những bệnh tật hi hữu. Black Jack đã nhận được Giải thưởng Đặc biệt của Hiệp hội Họa sĩ truyện tranh Nhật Bản vào năm 1975 và Giải thưởng manga Koudansha vào năm 1977. Ba bộ phim điện ảnh chiếu trên truyền hình về Black Jack được phát hành trong khoảng thời gian từ 2000–01. Vào mùa thu năm 2004, một bộ phim truyền hình anime được phát sóng tại Nhật Bản với 61 tập, phát hành một bộ phim khác sau đó. Một bộ truyện mới, có tựa đề Black Jack 21, bắt đầu phát sóng vào ngày 10 tháng 4 năm 2006. Vào tháng 9 năm 2008, tập đầu tiên của manga đã được xuất bản bằng tiếng Anh bởi Vertical Publishing và nhiều tập khác đang được xuất bản cho đến ngày nay.

## Đời tư
Tezuka là một hậu duệ của Hattori Hanzō, một ninja và samurai nổi tiếng phục vụ trung thành Tokugawa Ieyasu trong suốt thời kỳ Sengoku tại Nhật Bản.
Biệt danh thời thơ ấu của Tezuka là gashagasha-atama: "đầu bù xù" (gashagasha là tiếng lóng có nghĩa là lộn xộn, atama có nghĩa là cái đầu). Khi còn nhỏ, cánh tay của Tezuka bị sưng phồng lên và ông ốm đau suốt. Ông đã được điều trị và chữa khỏi bởi một bác sĩ, điều này khiến ông cũng muốn trở thành một bác sĩ. Vào thời điểm lựa chọn sự nghiệp, ông hỏi mẹ mình liệu anh có nên tập trung làm manga toàn thời gian hay nên trở thành bác sĩ. Vào thời điểm đó, trở thành một tác giả manga không phải là một công việc đặc biệt đáng làm. Câu trả lời mà mẹ ông đưa ra là: "Con nên làm việc mà con thích nhất." Tezuka quyết định dành toàn bộ thời gian cho việc sáng tác manga. Ông tốt nghiệp Đại học Osaka và lấy bằng y khoa, nhưng sau đó ông đã sử dụng kiến thức y tế và khoa học để làm phong phú thêm các bộ truyện tranh khoa học viễn tưởng của mình, chẳng hạn như Black Jack.
Tezuka thích sưu tập côn trùng và tìm hiểu về côn trùng học (thậm chí ông còn thêm chữ 虫 'trùng' vào bút danh), Disney, và bóng chày — thực tế, ông đã cấp phép cho phiên bản "trưởng thành" của nhân vật Jungle Taitei làm biểu trưng cho đội bóng chày Seibu Lions trong Giải bóng chày chuyên nghiệp Nippon. Là một người hâm mộ Superman, Tezuka là chủ tịch danh dự của Câu lạc bộ Người hâm mộ Superman của Nhật Bản.
Năm 1959, Tezuka Osamu kết hôn với Okada Etsuko tại một khách sạn ở Takarazuka.
Tezuka đã gặp trực tiếp Walt Disney tại Hội chợ Thế giới New York năm 1964. Trong một mục năm 1986 trong nhật ký cá nhân của mình, Tezuka nói rằng Disney muốn thuê ông cho một dự án khoa học viễn tưởng tiềm năng.
Vào tháng 1 năm 1965, Tezuka nhận được một lá thư từ đạo diễn phim người Mỹ Stanley Kubrick, người đã xem Astro Boy và muốn mời Tezuka làm giám đốc nghệ thuật cho bộ phim tiếp theo của ông, 2001: A Space Odyssey (sau được phát hành vào năm 1968). Mặc dù được Kubrick tán dương lời mời, Tezuka không thể rời studio của mình một năm để sống ở Anh, vì vậy ông đã từ chối lời đề nghị. Mặc dù anh ấy không thể làm việc trong dự án 2001, ông vô cùng yêu thích bộ phim và sẽ bật nhạc nền của nó ở mức âm lượng tối đa trong xưởng vẽ để giúp ông tỉnh táo trong những đêm dài làm việc.
Con trai của Tezuka là Tezuka Makoto sau này đã trở thành một đạo diễn phim và anime.

## Vinh danh
Một bộ tem đã được phát hành để vinh danh ông vào năm 1997. Ngoài ra, bắt đầu từ năm 2003, công ty đồ chơi Nhật Bản Kaiyodo bắt đầu sản xuất một loạt các bức tượng nhỏ về các sáng tạo của Tezuka, bao gồm Ribon no Kishi, Unico, Chim lửa, Dororo, Marvelous Melmo, Đại sứ Magma, và nhiều nhân vật khác. Đến nay, ba loạt tượng để bàn đã được phát hành.
Di sản của ông vẫn tiếp tục được tôn vinh trong số các mangaka và nhà làm chuyển động. Tezuka đã hướng dẫn nhiều họa sĩ manga nổi tiếng, chẳng hạn như Ishinomori Shotaro và Nagai Go. Các nghệ sĩ như Miyazaki Hayao (Sen và Chihiro ở thế giới thần bí) và Toriyama Akira (Tiến sĩ Slump và Dragon Ball) đã viện dẫn Tezuka như nguồn cảm hứng cho các tác phẩm của họ.
Từ 2003 tới 2009, Urasawa Naoki và Nagasaki Takashi đã chuyển thể một chương của Astro Boy thành loạt truyện tranh vụ án giết người bí ẩn Pluto.
Tezuka từng là bạn (và tạo ảnh hưởng rõ rệt về mỹ thuật) của họa sĩ truyện tranh Brazil nổi tiếng Mauricio de Sousa. Năm 2012, Maurício xuất bản một loạt truyện hai kỳ trong loạt truyện Monica Teen, trong đó có xuất hiện một số nhân vật chính của Tezuka, bao gồm Astro Boy, Black Jack, Sapphire, và Kimba, tham gia cùng Monica và bạn của cô trong một chuyến phiêu lưu trong rừng mưa Amazon chống lại một tổ chức buôn lậu đang chặt hạ hàng trăm ngàn cây. Đây là lần đầu tiên Tezuka Productions cho phép các nghệ sĩ nước ngoài sử dụng các nhân vật của Tezuka.
Vào tháng 10 năm 2019, một dự án được công bố có tên là Tezuka 2020, đây là bộ truyện tranh minh họa theo phong cách của ông bằng AI. Lúc đầu, các hình minh họa bị bóp méo và tạo cảm giác ghê rợn, nhưng sau khi nghiên cứu các khuôn mặt người thật, các hình minh họa trông giống hơn với phong cách của ông. Sau khi xem qua hàng nghìn bức ảnh do AI tạo ra, một nguyên mẫu tỏ ra nổi bật hơn phần còn lại, và họa sĩ minh họa Tsunogai Urumu đã tạo ra một nhân vật chính mới. Vào năm 2020, một nhà văn kiêm họa sĩ AI do Kioxia tạo ra đã được giao nhiệm vụ thực hiện một bộ truyện tranh phong cách "Tezuka" mới có tên là Paidon, diễn ra trong một xã hội tận thế trong tương lai, được phát hành trên tạp chí Morning vào ngày 27 tháng 2 năm 2020. Đây là một phần của dự án, cũng sẽ được vẽ bởi những tác giả là con người thực như Ikehara Shigeto, Kiriki Kenichi, và Tsunogai Urumu. Con trai của Tezuka đã tổ chức một buổi lễ vào ngày 26 tháng 2 năm 2020, để giới thiệu với mọi người về manga. Nhà xuất bản của tạp chí đã xác nhận rằng phần tiếp theo đang được sản xuất.

### Giải thưởng và chứng nhận
- 1957 Giải thưởng manga Shogakukan cho Manga Seminar on Biology và Biiko-chan[67]
- 1975 Giải thưởng manga Bungeishunjū
- 1975 Giải thưởng Hiệp hội hoạ sĩ manga Nhật Bản—Giải thưởng đặc biệt
- 1977 Giải thưởng manga Kodansha cho Black Jack và Cậu bé ba mắt[68]
- 1980 Inkpot Award, San Diego Comic-Con
- 1983 Giải thưởng manga Shogakukan cho Hidamari no Ki[67]
- 1984 Giải chính của Animafest Zagreb cho Jumping
- 1985 Giải thưởng Lễ hội hoạt hình quốc tế Hiroshima cho Onboro-Film
- 1986 Giải thưởng manga Kodansha cho Thư gửi Adolf[68]
- 1989 Giải thưởng Nihon SF Taisho – Giải thưởng đặc biệt
- 1989 Huân chương Thụy Bảo, Hạng 3 (truy tặng)
- 2004 Giải thưởng Eisner cho Đức Phật (vols. 1–2)
- 2005 Giải thưởng Eisner cho Đức Phật (vols. 3–4)
- 2009 Giải thưởng Eisner cho Dororo
- 2014 Giải thưởng Eisner cho The Mysterious Underground Men[69]

### Bảo tàng manga Tezuka Osamu

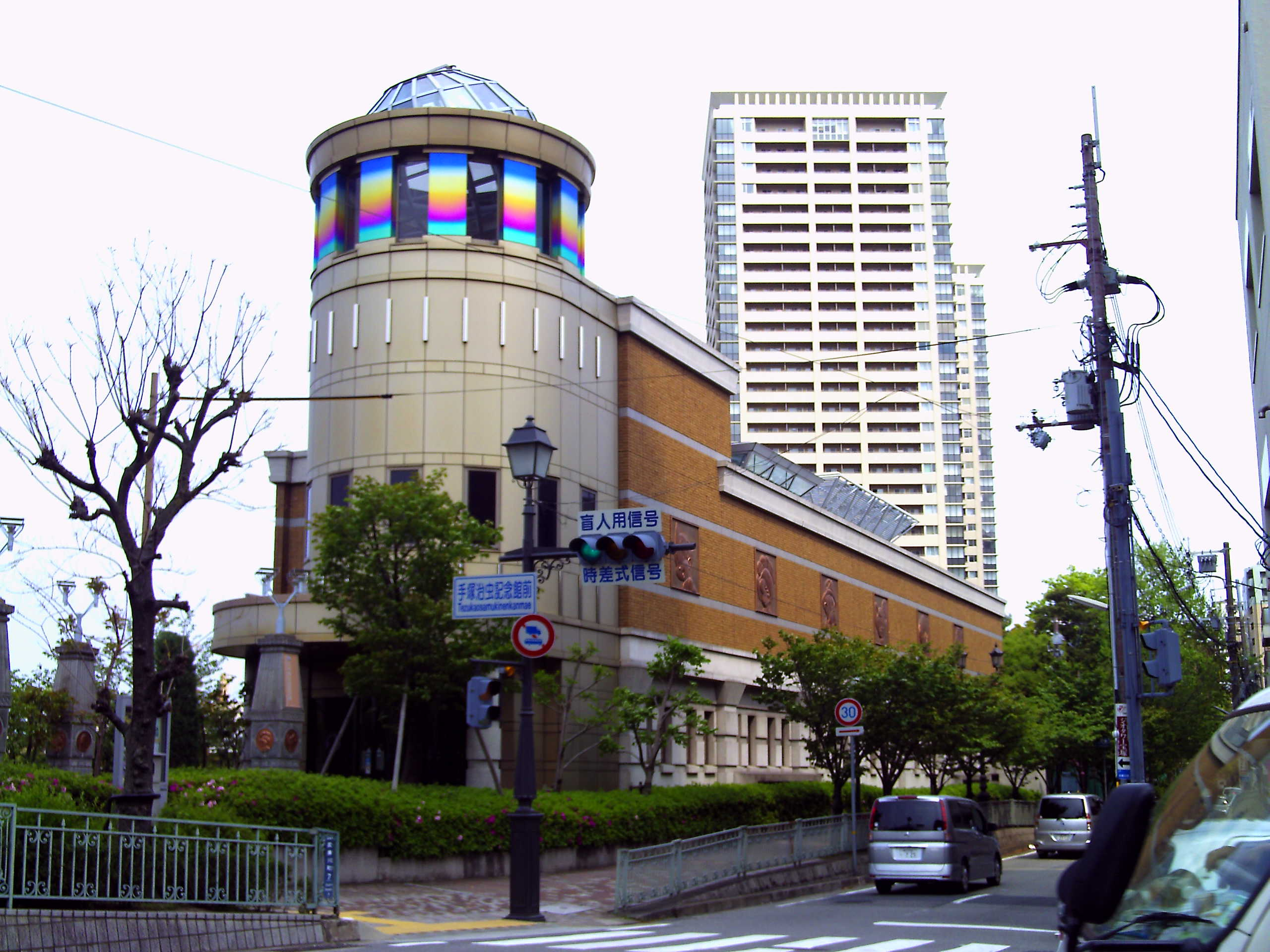
Bảo tàng manga Tezuka Osamu

Thành phố Takarazuka, Hyōgo, nơi Tezuka lớn lên, đã mở một viện bảo tàng lưu giữ kỷ niệm về ông. Bảo tàng manga Tezuka Osamu (宝塚市立手塚治虫記念館 "Nhà tưởng niệm Tezuka Osamu của thành phố Takarazuka") được khánh thành vào ngày 25 tháng 4 năm 1994, và có ba tầng (15069.47 ft²). Ở tầng hầm có một "Xưởng hoạt hình" để du khách có thể tự tạo ra đoạn phim hoạt hình của riêng mình, một mô hình mô phỏng thành phố Takarazuka và bản sao của chiếc bàn nơi Tezuka Osamu đã làm việc.
Bên ngoài lối vào của tòa nhà, có những mô phỏng bàn tay và bàn chân của một số nhân vật từ Tezuka (như trong một Đại sảnh danh vọng thực sự) và bên trong, sảnh vào, là một bản sao đồ nội thất của Ribon no Kishi. Trên cùng một tầng là một triển lãm manga thường trực và một phòng trưng bày anime. Triển lãm được chia thành hai phần: Osamu Tezuka và thành phố Takarazuka và giới thiệu tác giả Tezuka Osamu.
Tầng hai chứa cùng với một số triển lãm, thư viện truyện tranh với 500 tác phẩm của Tezuka (một số ấn bản nước ngoài cũng có mặt), thư viện video và sảnh khách với lối trang trí lấy cảm hứng từ Jungle Taitei.
Ngoài ra còn có một tác phẩm điêu khắc bằng thủy tinh đại diện cho hành tinh Trái đất và được dựa trên một cuốn sách được viết bởi Tezuka trong thời thơ ấu của ông có tên Our Earth of Glass (Trái đất thủy tinh của chúng ta).

### Trích dẫn
1. ↑  Tezuka Osamu Monogatari, Tezuka Productions, 1992.
2. ↑  Patten 2004, tr. 145.
3. 1 2  Galbraith, Patrick W. (2009). The Otaku Encyclopedia: An Insider's Guide to the Subculture of Cool Japan. Kodansha International. tr. 220–21. ISBN 978-4-7700-3101-3.
4. ↑  The Art of Osamu Tezuka, God of Manga, Helen McCarthy, Abrams ComicsArts, 2009, p. 15
5. ↑  "Osamu Tezuka, God of Manga". ngày 3 tháng 11 năm 2010. Bản gốc lưu trữ ngày 11 tháng 11 năm 2017. Truy cập ngày 10 tháng 11 năm 2017.
6. ↑  Gravett, Paul (2004). Manga: 60 Years of Japanese Comics. Harper Design. tr. 77. ISBN 978-1-85669-391-2.
7. 1 2  "Osamu Tezuka: Fighting for peace with the Mighty Atom". ngày 19 tháng 8 năm 2007.
8. 1 2 3  "1930s：History：ABOUT TEZUKA OSAMU：TezukaOsamu.net(EN)". Tezukaosamu.net. Truy cập ngày 22 tháng 8 năm 2018.
9. ↑  "1940s：History：ABOUT TEZUKA OSAMU：TezukaOsamu.net(EN)". Tezukaosamu.net. Truy cập ngày 22 tháng 8 năm 2018.
10. ↑  "Tezuka Osamu Outwits the Phantom Blot: The Case of New Treasure Island cont'd - The Comics Journal - Page 2". Tcj.com. Truy cập ngày 22 tháng 8 năm 2018.
11. ↑  Wells, Dominic (ngày 13 tháng 9 năm 2008). "Osamu Tezuka the master of mighty manga". The Times. London. Bản gốc lưu trữ ngày 16 tháng 6 năm 2011. Truy cập ngày 20 tháng 5 năm 2010.
12. ↑  Cavallaro, Dani (2015). The Art of Studio Gainax: Experimentation, Style and Innovation at the Leading Edge of Anime. McFarland & Company. tr. 41. ISBN 978-1-4766-0070-3.
13. ↑  "Jungle Emperor Leo: Manga: TezukaOsamu.net(EN)". Tezukaosamu.net. Truy cập ngày 22 tháng 8 năm 2018.
14. 1 2  "1950s：History：ABOUT TEZUKA OSAMU：TezukaOsamu.net(EN)". Tezukaosamu.net. Truy cập ngày 22 tháng 8 năm 2018.
15. ↑  Schodt 2007, tr. 4.
16. ↑  Schodt 2007, tr. 20.
17. ↑  Schodt 2007, tr. 21.
18. ↑  "War and Peace in the Art of Tezuka Osamu: The humanism of his epic manga−− - The Asia-Pacific Journal: Japan Focus". Apjjf.org. Truy cập ngày 22 tháng 8 năm 2018.
19. ↑  "Princess Knight [Shojo Club <Girl's Comic>] : Manga: TezukaOsamu.net(EN)". Tezukaosamu.net. Truy cập ngày 22 tháng 8 năm 2018.
20. ↑  "The Phoenix (Chapter of Dawn)[COM Magazine] : Manga: TezukaOsamu.net(EN)". Tezukaosamu.net. Truy cập ngày 22 tháng 8 năm 2018.
21. ↑  "A Capsule History of Anime". Awn.com. Truy cập ngày 22 tháng 8 năm 2018.
22. ↑  "Kimba Boxed Set". DVD Talk. Truy cập ngày 22 tháng 8 năm 2018.
23. 1 2  Béatrice Maréchal (tháng 4 năm 2004). "Garo, magazine rebelle". Neuvieme art (bằng tiếng Pháp). Bản gốc lưu trữ ngày 18 tháng 6 năm 2018. Truy cập ngày 22 tháng 8 năm 2018.
24. ↑  Green, Scott (ngày 17 tháng 7 năm 2009). "Dissecting Astro Boy Creator Osamu Tezuka's Flawed Marvel - Swallowing the Earth". Ain't It Cool News.
25. ↑  Patten 2004, tr. 198
26. ↑  Takayuki Matsutani (date unknown). Viz Media's English language release of the Hi no Tori manga. In an afterword written by Takayuki Matsutani, president of Mushi Productions.
27. ↑  Schodt 2007, tr. 141: "His family was associated with a Zen Buddhist sect, and Tezuka is buried in a Tokyo Buddhist cemetery, but his views on religion were actually quite agnostic and as flexible as his views on politics."
28. ↑  "A Yiddishe Manga: The Creative Roots of Japan's God of Comics" (PDF). Innovative Research in Japanese Studies. Wix. Truy cập ngày 17 tháng 7 năm 2014.
29. ↑  Patten 2004, tr. 144.
30. ↑  Katayama, Lisa (ngày 31 tháng 5 năm 2007). "Museum Show Spotlights Artistry of Manga God Osamu Tezuka". Wired. Truy cập ngày 18 tháng 7 năm 2007.
31. 1 2  "The Story of Tezuka, Osamu". Tezuka Osamu @ World. Bản gốc lưu trữ ngày 18 tháng 1 năm 2015. Truy cập ngày 18 tháng 7 năm 2007.
32. ↑  Patten 2004, tr. 199.
33. ↑  Foster, Melanie. "Osamu Tezuka, Animation Pioneer". Bản gốc lưu trữ ngày 24 tháng 10 năm 2007. Truy cập ngày 8 tháng 2 năm 2008.
34. ↑  "Manga: TezukaOsamu.net(EN)". Tezukaosamu.net. Truy cập ngày 10 tháng 9 năm 2016.
35. 1 2  "Mighty Tezuka!" Bluefat, January 2001
36. ↑  Company Profile, 1963, Tezuka Osamu, Bản gốc lưu trữ ngày 15 tháng 7 năm 2013, truy cập ngày 18 tháng 10 năm 2011
37. ↑  Deneroff, Harvey (1996). "Fred Ladd: An Interview". Animation World Network. Truy cập ngày 24 tháng 3 năm 2015.
38. ↑  Ladd 2009, tr. 6.
39. ↑  Schodt, Frederik L. "Introduction". Astro Boy Volume 1 (Comic by Osamu Tezuka). Dark Horse Comics and Studio Proteus. Page 3 of 3 (The introduction section has 3 pages). ISBN 1-56971-676-5.
40. ↑  Ladd 2009, tr. 21.
41. ↑  "Kimba Boxed Set: DVD Talk Review of the DVD Video". Dvdtalk.com. Truy cập ngày 28 tháng 11 năm 2012.
42. ↑  Schweizer, Peter and Rochelle Schweizer. Disney: The Mouse Betrayed: Greed, corruption, and children at risk, Regnery, Washington, D.C., 1998. Chapter 11 "The Lyin' King", pp. 167–168.
43. ↑  Ladd, Fred; Deneroff, Harvey (2008). Astro Boy and Anime Come to the Americas: An Insider's View of the Birth of a Pop Culture Phenomenon. McFarland. tr. 64. ISBN 9780786452576.
44. ↑  Sunder, Madhavi (2012). From Goods to a Good Life: Intellectual Property and Global Justice. Yale University Press. tr. 155156. ISBN 0300183550.
45. ↑  Patten, Fred (2004). Watching Anime, Reading Manga: 25 Years of Essays and Reviews. Stone Bridge Press. tr. 171. ISBN 1-880656-92-2
46. ↑  Bradley, Bill (ngày 27 tháng 1 năm 2015). "Was 'The Lion King' Copied From A Japanese Cartoon? Here's The Real Story". Huffington Post. tr. 171. (updated Dec 06, 2017)
47. ↑  Raz, Aviad E. (1999). Riding the Black Ship: Japan and Tokyo Disneyland. Harvard University Asia Center. tr. 163. ISBN 9780674768949.
48. ↑  "Japanese animator protests 'Lion King'". United Press International. ngày 18 tháng 8 năm 1994.
49. ↑  "DORORO｜ANIMATION｜TEZUKA OSAMU OFFICIAL". TezukaOsamu.net(EN) (bằng tiếng Anh). Truy cập ngày 8 tháng 2 năm 2020.
50. ↑  "Birth", Osamu Permanent Exhibition, Tezuka, Bản gốc lưu trữ ngày 24 tháng 9 năm 2016, truy cập ngày 18 tháng 10 năm 2011.
51. ↑  Santiago, Ardith. "Tezuka: God of Comics". Hanabatake. Bản gốc lưu trữ ngày 16 tháng 7 năm 2007. Truy cập ngày 18 tháng 7 năm 2007.
52. 1 2  Tiểu sử của Tezuka Osamu trên IMDb
53. ↑  "The Four Lions of Asia", Japan, Hockey, Baseball, &c, truy cập ngày 22 tháng 9 năm 2011.
54. ↑  "About Tezuka Osamu". www.tezukaosamu.net. Bản gốc lưu trữ ngày 18 tháng 11 năm 2015. Truy cập ngày 20 tháng 5 năm 2015.
55. ↑  "Osamu Star Annals: 1960s". Tezuka Osamu @ World. Tezuka Productions. Bản gốc lưu trữ ngày 24 tháng 9 năm 2008. Truy cập ngày 16 tháng 1 năm 2020.
56. ↑  "Tezuka Osamu". Japan Zone. Truy cập ngày 11 tháng 8 năm 2007.
57. ↑  "Shonen Jump interview". My favorite games. Bản gốc lưu trữ ngày 18 tháng 2 năm 2013. Truy cập ngày 25 tháng 3 năm 2013.
58. ↑  "Pluto". Jason Thompson's House of 1000 Manga. Anime News Network. ngày 13 tháng 9 năm 2012. Truy cập ngày 5 tháng 1 năm 2014.
59. ↑  Hirayama, Ari (ngày 1 tháng 2 năm 2012). "Brazilian cartoonist to publish manga with Osamu Tezuka". Asahi Shimbun. Bản gốc lưu trữ ngày 29 tháng 7 năm 2013. Truy cập ngày 28 tháng 2 năm 2012.
60. ↑  "Tezuka 2020 Official Video", YouTube
61. ↑  Blaster, Master (ngày 9 tháng 2 năm 2020). "New Osamu Tezuka manga to be released this month, penned by AI". Sora News 24. Truy cập ngày 25 tháng 5 năm 2020.
62. ↑  Kato, Yusuke (ngày 27 tháng 2 năm 2020). "New Osamu Tezuka manga debuts, penned by AI program". The Asahi Shimbun. Bản gốc lưu trữ ngày 10 tháng 7 năm 2022. Truy cập ngày 25 tháng 5 năm 2020.
63. ↑  Baseel, Casey (ngày 4 tháng 10 năm 2019). "God of Manga Osamu Tezuka to return to work with "new manga" produced by AI". Sora News 24. Truy cập ngày 25 tháng 5 năm 2020.
64. ↑  TEZUKA 2020 Official Video
65. ↑  "Artificial intelligence-designed comic published in Japan". ambito. ngày 27 tháng 2 năm 2020. Truy cập ngày 27 tháng 5 năm 2020.
66. ↑  Dennison, Kara. ""New Tezuka Manga" Written with Help from a Computer". Crunchyroll (bằng tiếng Anh). Bản gốc lưu trữ ngày 10 tháng 7 năm 2022. Truy cập ngày 9 tháng 6 năm 2020.
67. 1 2  小学館漫画賞: 歴代受賞者 (bằng tiếng Nhật). Shogakukan. Bản gốc lưu trữ ngày 5 tháng 8 năm 2015. Truy cập ngày 19 tháng 8 năm 2007.
68. 1 2  Hahn, Joel. "Kodansha Manga Awards". Comic Book Awards Almanac. Bản gốc lưu trữ ngày 16 tháng 8 năm 2007. Truy cập ngày 21 tháng 8 năm 2007.
69. ↑  "Osamu Tezuka's The Mysterious Underground Men Wins Eisner Award". Anime News Network. ngày 26 tháng 7 năm 2014. Truy cập ngày 26 tháng 7 năm 2014.